# ليديا هورفات
ليديا هورفات (بالرومانية: Lidija Horvat) مواليد 5 مايو 1982 في زغرب، هي لاعبة كرة يد كرواتية تلعب كظهير أيمن. مثلت منتخب كرواتيا لكرة اليد للسيدات. شاركت في دورة الألعاب الأولمبية الصيفية سنة 2012.

## سجل المنافسة
شاركت في البطولات التالية:
- الألعاب الأولمبية الصيفية 2012
- بطولة العالم لكرة اليد للسيدات 2011
- بطولة أوروبا لكرة اليد للسيدات 2014

## روابط خارجية
- ليديا هورفات على موقع الاتحاد الأوروبي لكرة اليد (الإنجليزية)
- ليديا هورفات على موقع أوليمبيديا (الإنجليزية)